# Dzisiaj
Dzisiaj – polski telewizyjny program informacyjny, główny program informacyjny Telewizji Republika, nadawany codziennie o godz. 19:00.

## Historia
Dawniej program był nadawany o godz. 19:45 i 18:30, prowadzącymi byli Łukasz Sobolewski, Bartłomiej Graczak, Piotr Pawelec, Piotr Wąż i Marta Jeżewska. Dawniej program trwał około 20 minut, obecnie ma długość do blisko 50 minut.
Od 29 grudnia 2023 program jest prowadzony m.in. przez Danutę Dunin-Holecką. Od 29 grudnia 2023, codziennie około godz. 19:25 po serwisie emitowane były informacje sportowe, a bezpośrednio po nich prognoza pogody (obecnie informacje sportowe i prognoza pogody emitowane są przed serwisem). O godz. 19:45 nadawana jest rozmowa Gość Dzisiaj, w której z zaproszonym do studia gościem, najczęściej politykiem lub publicystą, omawiane są bieżące wydarzenia społeczno-polityczne, które były poruszane w głównym serwisie informacyjnym stacji. Rozmowy te prowadzą Danuta Holecka (głównie w dni powszednie) i Edyta Lewandowska (głównie w weekendy). Od maja do sierpnia 2024 rozmowy te prowadził w weekendy Jacek Sobala, a wcześniej prowadzącymi byli Katarzyna Gójska, Adrian Stankowski i Piotr Nisztor.